# ريتا ماكبرايد
ريتا ماكبرايد (بالإنجليزية: Rita McBride)‏ هي أستاذة جامعية أمريكية، ولدت في 1960 في دي موين في الولايات المتحدة.